# 岡田純一 (スポーツ科学者)
岡田 純一（おかだ じゅんいち）は、日本のスポーツ科学者、トレーニング科学研究者。早稲田大学スポーツ科学学術院教授。博士（スポーツ科学、早稲田大学）。専門はトレーニング科学・バイオメカニクスで、ウエイトリフティングを中心に筋活動・筋疲労・身体組成と競技力の関係を研究している。

## 経歴
早稲田大学教育学部体育学専修を卒業後、順天堂大学大学院および東京大学大学院で学ぶ。1995年に早稲田大学人間科学部専任講師となり、助教授、スポーツ科学部助教授、スポーツ科学学術院准教授を経て現職の教授に至る。早稲田大学ウエイトリフティング部部長。

## 研究
主な研究領域はトレーニング科学、バイオメカニクス。筋活動、パワー発揮、筋疲労評価、身体組成と競技力の関係などを扱う。特にウエイトリフティングやスクワットを題材とした瞬発力発揮に関する研究で知られる。
代表的な論文には以下がある。
- Takei S, Kambayashi S, Katsuge M, Okada J, Hirayama K. 「Portions of the force-velocity relationship targeted by weightlifting exercises」『Scientific Reports』14:31021 (2024)[4]。
- Zhao H, Kurokawa T, Tajima M, Liu Z, Okada J. 「Can Perceived Exertion and Velocity Loss Serve as Indirect Indicators of Muscle Fatigue During Explosive Back Squat Exercise?」『Journal of Functional Morphology and Kinesiology』9(4):238 (2024)。
- Nishioka T, Okada J. 「Effects of Resistance Priming on Sprint Performance」『Journal of Strength and Conditioning Research』37(10):1939–1946 (2023)。

## 国際的な活動
- 国際ウエイトリフティング連盟（IWF）コーチング＆リサーチ委員会メンバー（2017年–2021年）。[5]。
- IWF国際テクニカルオフィシャル（Cat.1, 2014）[6]。
- アジアウエイトリフティング連盟（AWF）理事（2023年–）[7]。
- 日本代表チームの国際大会スタッフ：第6回東アジア競技大会（2013年・天津）コーチ、東アジア選手権（2024年・舒川）総監督、2025年福州大会コーチ
- NSCAジャパン副理事長（2017年当時）。第5回NSCA国際カンファレンス（2017年1月、幕張）の公式サイトに "NSCAジャパン副理事長 / Vice-President of NSCA Japan" として掲載されている[8]。
- 第5回NSCA国際カンファレンス（2017年） 組織委員（プログラム）。公式「組織委員」ページに記載[9]。同会期中、実技セッション講師も務めた[10]。
- NSCA公式教科書（日本語版）の監修：『NSCA決定版 ストレングストレーニング＆コンディショニング』第3版（2010）監修[11]、第4版（2018）監修[12]。

## 受賞
- 秩父宮記念スポーツ医・科学賞 奨励賞（2001年、スポーツ栄養研究プロジェクトグループ）[1]。
- 日本ストレングス＆コンディショニング協会（NSCAジャパン）最優秀論文賞（2008年度）[1]。

## 競技成績
- 1985年（昭和60年） 全国高等学校総合体育大会（インターハイ）90kg級 優勝（大会タイ記録）[13]
- 1989年（平成元年） 第44回国民体育大会（北海道・士別市）において、スナッチおよびトータルで3位入賞[14]
- 全日本ジュニア選手権 優勝[15]
- 全日本学生ウエイトリフティング個人選手権 優勝[16]

## 学会・資格
- 所属学会：日本トレーニング学会、日本スポーツ方法学会、NSCAジャパン、日本体力医学会、日本体育学会。
- 資格：CSCS（NSCA認定ストレングス＆コンディショニングスペシャリスト）、JSPO-AT（日本スポーツ協会公認アスレティックトレーナー）。